# Virgen de Guadalupe (Úbeda)
La Virgen de Guadalupe —también llamada Nuestra Señora de Guadalupe y popularmente como Chiquitilla del Gavellar— es una advocación mariana con que se venera en el Catolicismo a la Virgen María, concretamente en la ciudad jiennense de Úbeda.

## Historia

### Leyenda
Según la leyenda, el domingo, 8 de septiembre del año 1381, el labrador Juan Martínez encuentra junto a un arroyo —situado en el paraje del Gavellar, próximo a la pedanía de Santa Eulalia— una pequeña imagen de la virgen con su hijo en brazos. Continua contando la leyenda que la imagen fue tallada por el mismísimo San Lucas el Evangelista, que el labrador la llevó hasta Úbeda en repetidas ocasiones y que la virgen siempre desaparecía y volvía a aparecer en el paraje del Gavellar, por lo que los vecinos de Úbeda llegaron a la conclusión de que la virgen quería que se le construyera una ermita en ese paraje.

### Devoción
En 1615, la Virgen de Guadalupe es proclamada patrona de Úbeda. Ese año, el ayuntamiento hace voto solemne a favor de la virgen, presidiendo las fiestas votivas desde entonces hasta 1978.
El 26 de julio de 1936, es asaltada la iglesia de Santa María, la antigua imagen de la Virgen de Guadalupe desaparecería entre las llamas de una hoguera encendida en mitad de la Plaza Vázquez de Molina. En 1939, el escultor Fernando Cruz Muñoz talla la nueva imagen de la Virgen de Guadalupe, réplica de la anterior. La nueva escultura sería recibida en la ciudad en agosto de ese mismo año.
A partir del 8 de septiembre de 1941, este día pasa a ser considerado como festivo local en la ciudad, en honor de la patrona. Ese mismo día la virgen es declarada Alcaldesa Honoraria de la ciudad.
Debido a la emigración de muchos ubetenses a otras ciudades del país durante la dictadura franquista, se fundan diferentes cofradías filiales para rendir culto a la patrona de la ciudad; así en el año 1968 se funda la cofradía filial de Madrid, en 1969 la de Sevilla y en 1981 la de la ciudad condal.
Todos los 1 de mayo se lleva a cabo la romería de la Virgen de Guadalupe en la cual, la virgen es trasladada desde su santuario en el paraje del Gavellar a Úbeda —llamada «romería grande»—, donde permanecerá hasta el domingo posterior al 8 de septiembre, cuando la virgen es devuelta de nuevo a su santuario en la llamada «romería chica» para permanecer allí hasta el siguiente mes de mayo.
Durante su estancia en Úbeda, la virgen recibe culto en la Basílica de Santa María de los Reales Alcázares.